# Lucas (equip ciclista)
L'equip Lucas va ser un equip ciclista belga que competí professionalment el 1987.

## Principals resultats
- Gran Premi Jef Scherens: Ronny Van Holen (1987)

### A les grans voltes
- Volta a Espanya
  - 1 participació (1987)
  - 1 victòria d'etapa:
    - 1 al 1987: Felipe Yáñez

- Tour de França
  - 0 participació

- Giro d'Itàlia
  - 0 participació